# アロン

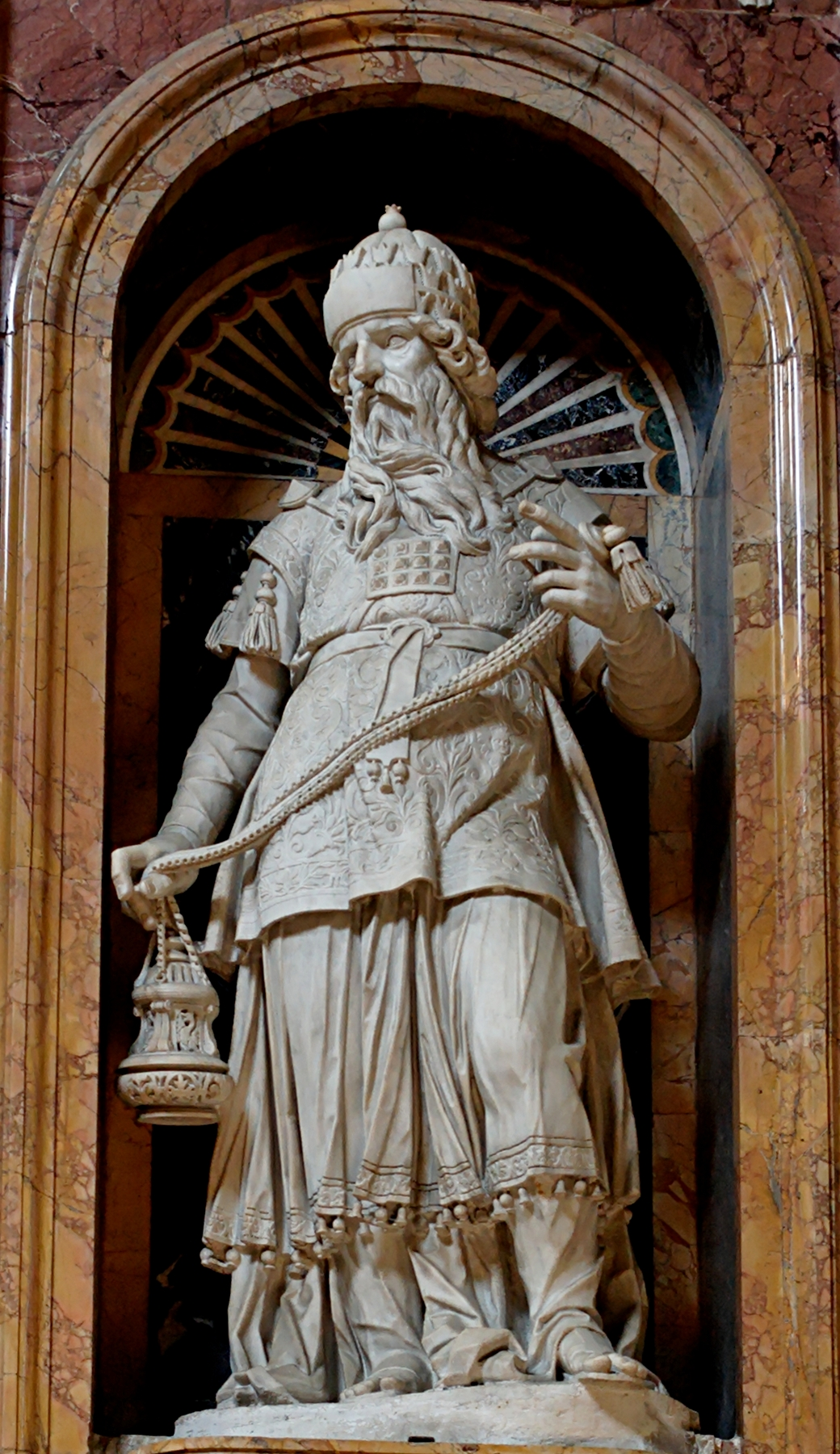
『アロン像』（ニコラ・コルディエ(en) 作、サンタ・マリア・マッジョーレ大聖堂）

アロン（英語: Aaron [ˈɛərən, ˈærən] ( 音声ファイル)（エアロン、アロン）、ヘブライ語: אַהֲרוֹן (アハローン) 、古代ギリシア語: Ααρών （アアローン) ）は、『旧約聖書』のモーセ五書や『クルアーン（コーラン）』に登場する人物。モーセの兄で、モーセと共にヘブライ人のエジプト脱出を指導した。

## 旧約聖書におけるアロン
レビ人、アムラムとヨケベドの間に生まれた長男でモーセの兄、ミリアムの弟にあたり、伝統的にイスラエルの祭司の祖であるとみなされている。アアロンともいい、アラビア語ではハールーン(Hārūn)と呼ばれる。
モーセと共にヘブライ人のエジプト脱出を指導したことで、その生涯の事跡がモーセ五書に記されている。

### モーセの協働者として
『出エジプト記』にはアロンに関する記述が非常に多い。
初め、アロンは神からモーセに会うよう命じられた。神はまた、自分は口がたたないために自信がないというモーセに対し、アロンが雄弁であることを述べ、彼と共に民を導くように命じている。アロンはモーセと共にファラオの前に出てイスラエルの民の解放を要求し、杖を投げると蛇になるなどの奇跡を見せている。また、神がファラオの心を変えるために下した十の災いにおいては、神がモーセに命じアロンがそれを聞いて杖を振ることで災いがくだされている。嫡子がすべて殺されるという災いの後でモーセたちはエジプトからの脱出を許される。エジプトを出たときアロンは83歳であった。
アロンにはエリシェバという妻とナダブ、アビフ、エルアザル、イタマルという子供たちがいた。ナダブとアビブは規定に反した行いによって死んだようである。
アロンは荒野での放浪の初期においてはモーセの補佐役として重要な役割を担っている。アマレク人との戦いにおいては、モーセが杖をあげている間はイスラエル人が優勢になっていた。モーセが疲れて手をおろすと、フルという人物と共にモーセの左右でその腕を支えた。また、シナイ山に神が姿を現したときには、アロンは二人の息子と長老たち、モーセと共にシナイに上ることを許された。（神に近づくことが許されたのはモーセだけであったが。）
アロンと息子たちは神の命令によって祭司として仕えることを命じられる。その命令をうけて祭司の特別な服を着せられ、聖別を受けて聖所で神に仕えることになった。このため、アロンはユダヤ教における祭司の祖とされている。

### モーセへの反抗者として

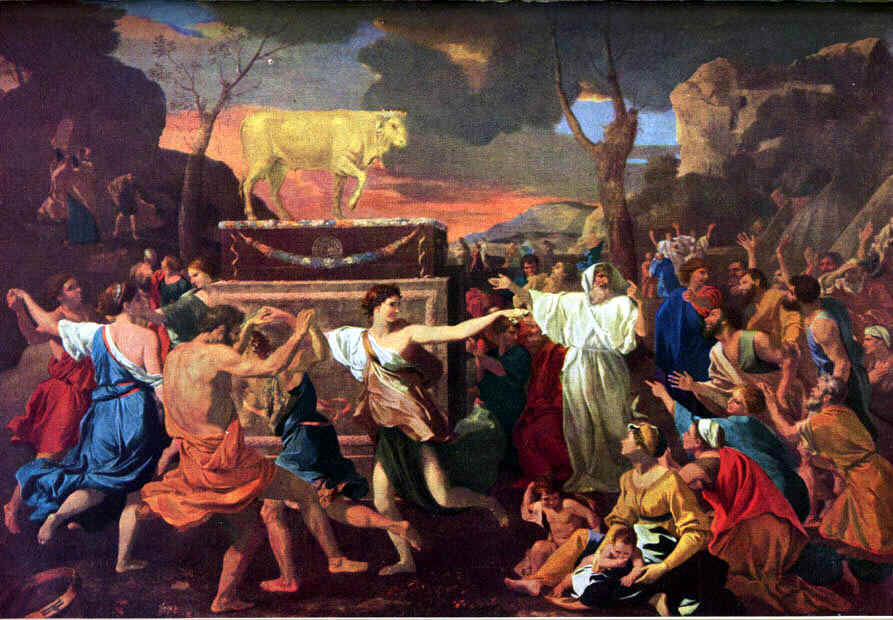
『黄金の子牛の礼拝』（ニコラ・プッサン作、ロンドン・ナショナル・ギャラリー所蔵）

これらのモーセのパートナーとしての頼りになるアロンの記述とは対照的に、モーセと神に逆らうアロンの姿もモーセ五書の中に見られることは非常に興味深い。たとえば、モーセが帰ってこないことで不安になった民がアロンに要求し、アロンは金の子牛の像をつくらせて神とモーセの怒りをかっている。
また、荒野を放浪した民がヘツェロトにいたとき、ミリアムとアロンはモーセがクシュ人の女性を妻にしたことを非難したため、雲の柱の形であらわれた神がアロンとミリアムに対して怒りを表し、罰としてミリアムは重い皮膚病にかかる。ここにいたってアロンとミリアムは自分たちの行いを悔い、アロンがモーセに許しをもとめたため、ミリアムは神の指図によって一週間宿営から隔離され元に戻ることができた。

### アロンの最期
アロンはメリバの泉で神を怒らせたため約束の土地に入ることが許されなかった。アロンはホル山の上でその生涯を閉じ、イスラエルの人々はその死をいたんで三十日の間服喪した。ホル山は現在のヨルダンの世界遺産ペトラにある Jabal Haroun（ジャバル・ハールーン）であると言われており、そこには少なくとも13世紀までは、アロンの名を冠した修道院があったと言われる。（別の伝承に由来する『申命記』10:6ではモセラという場所で死んだことになっている。）
モーセ五書にはさまざまな伝承が統合されているためアロンの描き方にばらつきがある。これらの記述から歴史的なアロン像を見出すことは非常に困難である。そもそも最初期の出エジプトの伝承にアロンという人物が存在したことを疑う向きもある。

## クルアーンにおけるアロン
イスラム教の聖典『クルアーン』（コーラン）では、アロンすなわちハールーン（ هارون Hārūn）は過去の預言者のひとりとして登場する。
ハールーンはムーサー（聖書のモーセ）の兄で、ユダヤ教徒に律法を伝えた使徒であるムーサーを助けるために神によって預言者に選ばれた。クルアーンにおいて、神（アッラーフ）は「ハールーンをワズィール（宰相）とした」と語っており、イスラム共同体における指導者の政治的な補佐役であるワズィールの典型とみなされる。ムーサーよりも雄弁な人物ともされ、ムーサーは自らの言葉を信じてくれる援助者としてムーサー自身と一緒に兄ハールーンを遣わしてくれるよう神に懇願している。またハディースにおいては、イスラームの預言者ムハンマドはアリーに「あなたは私にとってムーサーにとってのハールーンのような立場である。ただし私の後には預言者はいない。」と述べたという伝承がある（ムスリムの『真正集』より）。シーア派ではこの伝承は預言者ムハンマドの第一後継者と考える一つの根拠とされている。
ハールーンの名はムスリム（イスラム教徒）にとって一般的な男性名のひとつであり、ハールーン・アッ＝ラシードらの名に用いられている。